# NBC Blue

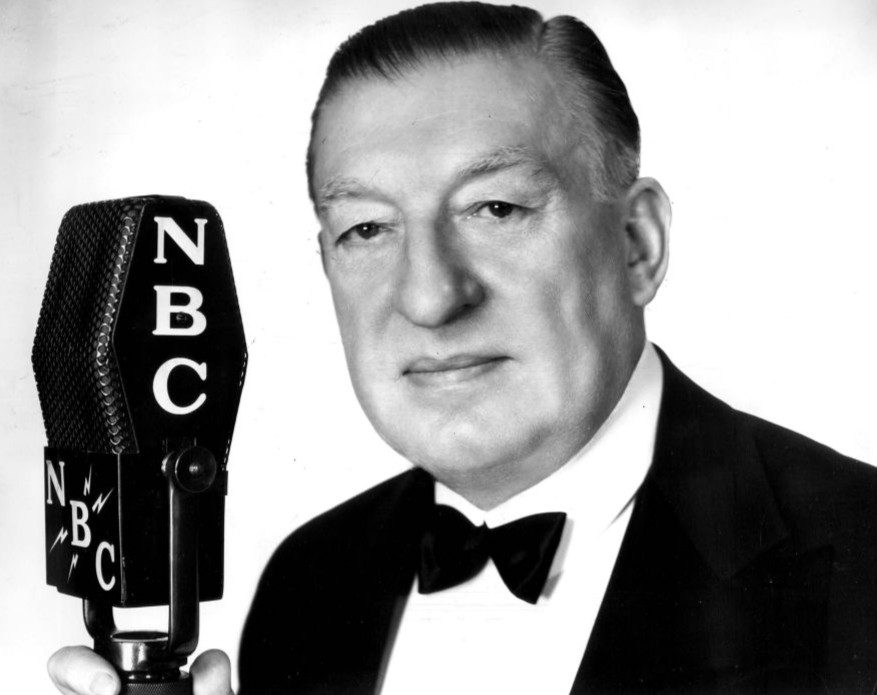
Die Sendung Major Bowes Amateur Hour – eine der ersten Talentshows im Radio lief ab 1935 bei NBC Blue

Das NBC Blue Network war ein kommerzielles Radio-Network der National Broadcasting Company (nach 1942: NBC Radio Network) in den USA. Es wurde 1926 nebst dem NBC Red Network gegründet. Sie waren die ersten beiden landesweiten Mediennetzwerke der Vereinigten Staaten. Hauptkonkurrenten waren in den Anfangsjahren das 1927 gegründete Columbia Broadcasting System (CBS) und das 1934 gegründete Mutual Broadcasting System (Mutual).
Während sich NBC Red auf ein kommerzielles Musikprogramm verlegte, sendete NBC Blue ein in Teilen werbefreies Nachrichten- und Kulturprogramm. Laut einiger Historiker waren die Stationen des Red Networks mehrheitlich von AT&T bespielt worden und die des Blue Network vom neueren RCA-Network.
1943 wurde NBC aus kartellrechtlichen Gründen aufgefordert eines seiner Netzwerke abzugeben. Die Aufsichtsbehörde FCC sah die beiden NBC-Networks als besonders dominant an und empfahl eine Aufspaltung. Im Raum stand insbesondere der Vorwurf, dass die Radio Corporation of America (RCA) mit dem Betrieb des teilweise werbefreien Nachrichten- und Kulturnetworks NBC Blue einzig eine ernsthafte Konkurrenzierung des erfolgreichen Musik- und Unterhaltungsnetworks NBC Red zu unterbinden versuche.
Daraufhin verkaufte der Konzern sein NBC Blue Network. Nach der Aufteilung arbeitete NBC Red als NBC Radio Network bis zu seinem Verkauf im Jahr 1987 eigenständig weiter. Aus NBC Blue entstand die bis heute existierende American Broadcasting Company (ABC).

## Stationen
Zum NBC Blue Network gehörten die sechs Stationen:
- WJZ New York (Owned & Operated), heute WABC
- WBZ Springfield
- WBZA Boston
- KDKA Pittsburgh
- KYW Chicago
- WGY Schenectady, NY